# 希巴·阿布·娜達
希巴·卡邁勒·阿布·娜達 (阿拉伯語：هبة كمال أبو ندى,讀音ⓘ，1991年6月24日—2023年10月20日）是巴勒斯坦詩人、小說家、營養學家和維基人。 她的小说《氧氣不為死者所用》獲得2017年沙迦阿拉伯創作獎第二名。在2023年以色列—哈馬斯戰爭中，她在加薩走廊的家中遭以色列空襲身亡。

## 生平
阿布·娜達 (Abu Nada) 1991年6月24日出生於沙烏地阿拉伯麥加，在加薩伊斯蘭大學獲得生物化學學士學位，在艾資哈爾大學获得臨床營養學碩士。 
她曾在與阿邁勒孤兒協會合作的魯蘇爾創意中心工作過一段時間。 艾亞姆說她是「專注在正義、阿拉伯之春的起義以及巴勒斯坦人在土地被占領下的真實生活」。 
她出版了多本詩集和一部小說，小說標題為al-Uksujīnlaysa lil-mawtā （《氧氣不為死者所用》）。這部小說讓她獲得阿拉伯聯合大公國第20屆沙迦阿拉伯創作獎第二名，2021年時由Dar Diwan重新出版

### 過世
她最後一次線上貼文發佈於2023年10月8日，當中寫到
加薩的夜晚是飛彈火光下的陰暗、炸彈聲中的寧靜、祈禱慰藉下的恐怖，以及烈士之光下的漆黑。晚安，加薩。
2023年10月20日，她在以色列—哈馬斯戰爭中遭以色列空軍空襲身亡，空襲襲擊了她位於加薩南部汗尤尼斯的家。死亡時享年32歲。

## 作品
- [氧氣不為死者所用]. , al-Shāriqah. 2017. ISBN 978-9948-23-314-5. OCLC 1032289333 （阿拉伯语）.

## 外部連結
- 希巴·阿布·娜達的Facebook
- 希巴·阿布·娜達 （页面存档备份，存于）的Twitter